# Nome coreano
O nome coreano consiste em um nome de família (patronímico ou sobrenome), seguido por um nome pessoal. Na Coreia do Sul, ambos se compõem geralmente de Hanja, que são caracteres chineses na pronúncia coreana. Oficialmente não usa mais Hanja para ser escrever na Coreia do Norte, ainda que seja entendido, seu uso se restringe a aproximadamente 5 mil caracteres na Coreia do Sul.
Geralmente, o nome da família consiste em uma só sílaba, enquanto o nome pessoal consiste em duas. Ao usar idiomas europeus, alguns coreanos guardam na ordem original, e outros invertem o nome para emparelhar a ordem ocidental.
Os nomes pessoais coreanos se compõem geralmente de dois caracteres ou sílabas. Poucas pessoas têm nome com uma ou três sílabas, como a cantora Park Bom e o ditador militar Yeon Gaesomun. Frequentemente, as pessoas com sobrenomes de duas sílabas têm nomes pessoais de somente uma.[carece de fontes?]
Os coreanos usam cerca de aproximadamente 250 sobrenomes. Destes, Kim, Lee, e Park são os mais comuns. Ainda que estes nomes de família sejam comuns, a maioria das pessoas assim chamadas não está relacionada. Os nomes de família atuais têm a sua origem no sistema de linhagem usados em períodos históricos anteriores. Cada clã é associado com um lugar específico, como em Gimhae Kim. Geralmente, este clã remonta sua origem a um antepassado patrilineal comum.
No curso da história coreana, o uso dos nomes têm evoluído. Alguns nomes registrados cedo conforme o idioma coreano se registram desde o período dos Três Reinos da Coreia (57 a.C. - 668 d.C.), mas foram substituídos gradualmente por nomes baseados em caracteres chineses com a adoção gradativo da cultura deste país. Durante os períodos mongol e da denominação manchu, a classe predominante mudava seus nomes coreanos por outros mongóis e manchus. Durante a ocupação japonesa na Coreia, entre 1910 e 1945, os coreanos foram forçados a adotar nomes japoneses.

## Nomes de família
Atualmente se usam 250 sobrenomes, mais ou menos. Cada um destes se divide em um ou mais clãs bon-gwan, identificados pela cidade original do clã. Por exemplo, o clã mais populoso é Gimhae Kim. O clã Kim da cidade de Gimhae. Como outras culturas asiáticas do leste, as mulheres coreanas guardam seus nomes de família depois do matrimônio, mas seus filhos tomam o nome do pai. Segundo a tradição, cada clã publica uma genealogia compreensiva (jokbo) a cada 30 anos.
Os sobrenomes coreanos foram influenciados pela onomástica chinesa, e em quase todos eles consistem um Hanja e, portanto, de uma só sílaba. Existem aproximadamente duas dezenas de sobrenomes com duas sílabas, que com frequência não entram sequer entre os cem apelidos mais comuns, como nos sobrenomes chineses. Os cinco sobrenomes mais comuns são levados por mais da metade da população coreana, umas 20 milhões de pessoas para cada caso na Coreia do Sul.

### Romanização e pronúncia
Apesar dos sistemas coreanos oficiais de romanização usarem nomes geográficos entre outros nas duas Coreias, os nomes pessoais se romanizam geralmente segundo a preferência pessoal. Assim, um nome como "Li" pode ser encontrado como Lee (por influência da língua inglesa), "I", "Yi", "Rhi", "Rhee" (outra vez seguindo a grafia anglo-saxônica) e "Rhie".